# 강릉초등학교
강릉초등학교는 대한민국 강원특별자치도 강릉시 홍제동에 있는 공립 초등학교이다. 을미개혁(제3차 갑오개혁)의 일환으로 공포된 소학교령에 따라 같은 해 춘천초등학교, 원주초등학교와 함께 설립된 강원지역 최초의 근대식 공립학교이다.

## 학교 연혁
- 1896년 9월 17일 강릉공립소학교 개교
- 1906년 9월 1일 공립강릉보통학교 설립인가
- 1911년 11월 1일 강릉공립보통학교(4년제)로 개칭
- 1921년 4월 1일 6년제 개편
- 1938년 4월 1일 강릉중앙공립심상소학교 개편[1]
- 1939년 5월 16일 현 위치(홍제동 38)로 이전
- 1941년 4월 1일 강릉중앙공립국민학교 개편[2]
- 1946년 3월 20일 강릉공립국민학교 개칭
- 1950년 4월 1일 강릉국민학교로 명칭 변경[3]
- 1981년 3월 10일 병설유치원 개원
- 1996년 3월 1일 강릉초등학교 개칭[4]
- 1996년 9월 17일 개교 100주년 기념식 거행
- 2023년 6월 11일 주소 변경[5] (강원특별자치도 강릉시 토성로 103)
- 2023년 12월 29일 제114회 졸업식(총 졸업생수 35009명)
- 2025년 1월 2일 제115회 졸업식(총 졸업생수 35102명)
- 2025년 3월 1일 22학급 편성(특수 2학급), 병설유치원 3학급
- 2025년 3월 1일 제39대 고문석 교장 부임

## 학교 상징
- 교화(校花) - 목련 : 아름답고 우아한 꽃은 고운 마음씨와 바른 몸가짐을 가르쳐준다.
- 교목(校木) - 향나무 : 오랜 수명과 아름다운 향기에서 힘든 일을 참고 견디며 꿋꿋하게 건강하게 자라는 기상을 일깨워 준다.

## 참고 자료
- 강릉초등학교 - 한국교육학술정보원 학교알리미